# NGC 5960
NGC 5960 је спирална галаксија у сазвежђу Змија која се налази на NGC листи објеката дубоког неба.
Деклинација објекта је + 5° 39' 57" а ректасцензија 15h 36m 18,4s. Привидна величина (магнитуда) објекта NGC 5960 износи 14,3 а фотографска магнитуда 15,1. NGC 5960 је још познат и под ознакама MCG 1-40-7, CGCG 50-38, NPM1G +05.0474, IRAS 15338+0549, PGC 55575.